# Ingrid Grudke
Ingrid Hildegart Grudke(Oberá, Misiones, 23 de enero de 1976) es una modelo, actriz, presentadora y físicoculturista argentina.

## Biografía y carrera
El 23 de enero de 1976, Ingrid Grudke nació en Oberá, provincia de Misiones, Argentina. Tiene ascendencia alemana y sus padres pertenecen al grupo de alemanes que se establecieron en el país, dedicándose a la producción de yerba mate y té. En 1991, con quince años, ingresó en el mundo de la moda, cuando fue seleccionada en una prueba de la agencia de modelos Elite.
En 2001, trabajó un año en Estados Unidos como modelo, y participó en el video musical de la canción «Yo puedo hacer» de Ricardo Montaner. Luego trabajó en Italia, en desfiles y campañas publicitarias de las casas de moda Versace, Gucci, Armani y Kenzo, entre otras.
En 2002 fue convocada para hacer teatro de revista en la obra Robó, huyó y lo votaron con Nito Artaza, Miguel Ángel Cherutti y Moria Casán. Un año después fue nuevamente convocada por la misma compañía para la producción teatral Argentina todo un show con  Artaza, Valeria Lynch, Juan Carlos Copes, Freddy Villarreal y Raúl Lavié.
En 2004 condujo el programa Tendencia por Canal 9 de Argentina, Destino Misiones por Plus Satelital y además participó en otros como actriz invitada. En 2005 se estrenó la película Papá se volvió loco en la que interpretó el papel de Camila, y donde trabajó con actores como Guillermo Francella, Daniel Aráoz y Lucía Galán. En 2006 actuó en teatro nuevamente en la obra Un país de revista, con Catherine Fulop, María Martha Serra Lima, Gladys Florimonte, Campi, Bicho Gómez y Martín Ruso. Fue corresponsal del Mundial de Fútbol de 2006 para la segunda temporada del programa Showmatch de Marcelo Tinelli.
En 2007 fue convocada por el periodista Jorge Guinzburg para protagonizar la obra teatral Un país de revista 2, producción que recibió el premio Estrella de mar como mejor revista. Guinzburg le ofreció a Grudke el papel protagónico en Planeta Show, donde trabajó junto a María Creuza, Gladys Florimonte, Martín Ruso, Manuela Bravo, Campi y Bicho Gómez. A partir de junio de ese año condujo Invierno Fox Sports, un programa de Fox Sports Latinoamérica sobre atractivos turísticos y deportivos de los centros invernales en Latinoamérica. En 2008 filmó la película Negro Buenos Aires, una coproducción argentino-española en la que encarnó el papel de María. Grudke condujo varios de los festivales más importantes de las provincias de Mendoza, Córdoba, Buenos Aires, Misiones, Neuquén, San Juan y Corrientes. Fue elegida por la marca internacional Reebok como celebridad exclusiva para Argentina y conductora para las maratones organizadas por la marca.
En 2009 realizó el videoclip del primer sencillo de Don Omar para su último disco iDon «Virtual diva», filmado en la ciudad de La Plata. En 2010, fue elegida como imagen para la campaña 2010 de la marca de zapatos Luciano Marra. En febrero de ese año fue declarada «Madrina de la fiesta de la elección de reina de la provincia de La Rioja», «Huésped de honor de la ciudad de Paso de los Libres» (Corrientes) y madrina del carnaval de Paso de los Libres. También fue elegida como imagen de la Fiesta Nacional del Algodón de Presidencia Roque Sáenz Peña, (Chaco)
En 2010 dirigió junto a Roberto Pettinatol los premios Martín Fierro de cable. En septiembre de ese año representó la colección de moda «Evita» del diseñador Jorge Ibáñez en la Semana de la moda de París, Francia. En abril de 2011, la diseñadora Adriana Costantini eligió Grudke como imagen de su marca homónima. Durante 2011 fue la imagen de la empresa yerbatera Piporé y Silkey. En octubre de 2011 fue elegida para promocionar las Cataratas del Iguazú en la elección de las Siete maravillas naturales del mundo y fue designada embajadora de la provincia de Misiones.
En noviembre del mismo año desfiló en el evento World Fashion Week  que se realizó en Nueva York.
Durante diciembre de 2011 y enero de 2012 realizó teatro en la temporada de verano en Carlos Paz junto a Ramón «Palito» Ortega, Laura Fidalgo, Juan Alberto Mateyko, Mario Devalis y actuó en El Gran Show 2 con integrantes de Grupo Air (ex Fuerza Bruta). Del 2014 al 2018 participó nuevamente en cine en las películas Socios por accidente, Las chicas del 3º y Alma pura. En 2018 formó parte del elenco de Como el culo, versión argentina de la comedia The Play That Goes Wrong]. Durante 2020 realizó Mi lugar, un programa de televisión sobre turismo de su provincia natal Misiones, propuesta del Canal 12.
En 2021 comenzó a incursionar en el ámbito del fisicoculturismo, participando de torneos nacionales e internacionales.

## Filmografía

### Películas
| Año  | Título               | Personaje       |
| ---- | -------------------- | --------------- |
| 2005 | Papá se volvió loco  | Camila          |
| 2008 | Negro Buenos Aires   | María           |
| 2014 | Socios por accidente | Sveta "La Rusa" |
| 2014 | Las chicas del 3º    | Marita          |
| 2020 | Alma pura            | Sofía           |

### Televisión
| Año       | Título                     | Personaje  | Notas                    |
| --------- | -------------------------- | ---------- | ------------------------ |
| 2004      | Tendencia                  | Ella misma | Conductora               |
| 2004      | Destino Misiones           | Conductora |                          |
| 2005      | Los Roldán                 | Tamara     | Actuación especial       |
| 2006      | Showmatch                  | Ella misma | Corresponsal del mundial |
| 2006      | Sos mi vida                | Ella misma | 1 capítulo               |
| 2007-2008 | Invierno Fox Sports        | Conductora | Fox Sports Latinoamérica |
| 2009-2013 | CQC                        | Ella misma | 20 programas             |
| 2010      | Martin Fierro de cable     | Ella misma | Conductora               |
| 2011      | Proyecto aluvión           | Ivana      | Episodio: "El pulqui"    |
| 2020      | Mi Lugar                   | Conductora | Canal 12 Misiones        |
| 2022      | Los 8 escalones del millón | Jurado     | Temporal                 |

## Teatro
| Año  | Título                                  | Notas |
| ---- | --------------------------------------- | ----- |
| 2002 | Robó, huyó y lo votaron                 |       |
| 2003 | Argentina todo un show                  |       |
| 2006 | Un país de revista                      |       |
| 2007 | Un país de revista 2                    |       |
| 2007 | Planeta Show                            |       |
| 2012 | El Gran Show                            |       |
| 2018 | Como el culo (The play that goes wrong) |       |

## Videoclips
| Año  | Título           | Intérprete       |
| ---- | ---------------- | ---------------- |
| 2001 | «Yo puedo hacer» | Ricardo Montaner |
| 2007 | «Hormonal»       | Hilda Lizarazu   |
| 2009 | «Virtual diva»   | Don Omar         |